# Eugen Bujoreanu
Eugen Bujoreanu (n. 14 decembrie 1951) este un politician român, fost primar al sectorului 4 în perioada februarie 1992 - iunie 1996 din partea PSDR. A fost primul primar al sectorului 4 ales prin alegeri locale libere după 1989.

## Vezi și
- Lista primarilor sectoarelor bucureștene aleși după 1989

## Legături externe
- Primarul sectorului 4, dl. Eugen Bujoreanu, consideră de maximă importanță înființarea caselor de toleranță - evz.ro